# Fabián Caballero
Pour les articles homonymes, voir Caballero.
Fabián Caballero est un footballeur argentin, né le 31 janvier 1978 dans la Province de Misiones (Argentine) et mort le 27 septembre 2024. Il occupe le poste d'attaquant. Il joue sous le pseudonyme de Tyson en Corée du Sud.